# Chiromantis xerampelina
Chiromantis xerampelina és una espècie de granota que viu a Angola, Botswana, Kenya, Malawi, Moçambic, Namíbia, Sud-àfrica, Eswatini, Tanzània, Zàmbia, Zimbàbue, Somàlia i la República Democràtica del Congo.